# Mychajło Cymbaluk
Mychajło Mychajłowycz Cymbaluk, ukr. Михайло Михайлович Цимбалюк (ur. 21 listopada 1964 w Pasicznej) – ukraiński polityk, generał porucznik milicji, prawnik.
Został profesorem katedry prawa Narodowej Akademii Spraw Wewnętrznych w Kijowie. Od 16 czerwca 2010 do 21 grudnia 2010 był przewodniczącym Tarnopolskiej Obwodowej Administracji Państwowej, 22 grudnia 2010 został mianowany przewodniczącym Lwowskiej Obwodowej Administracji Państwowej. Honorowy obywatel Buczacza.